# Khieu Samphan

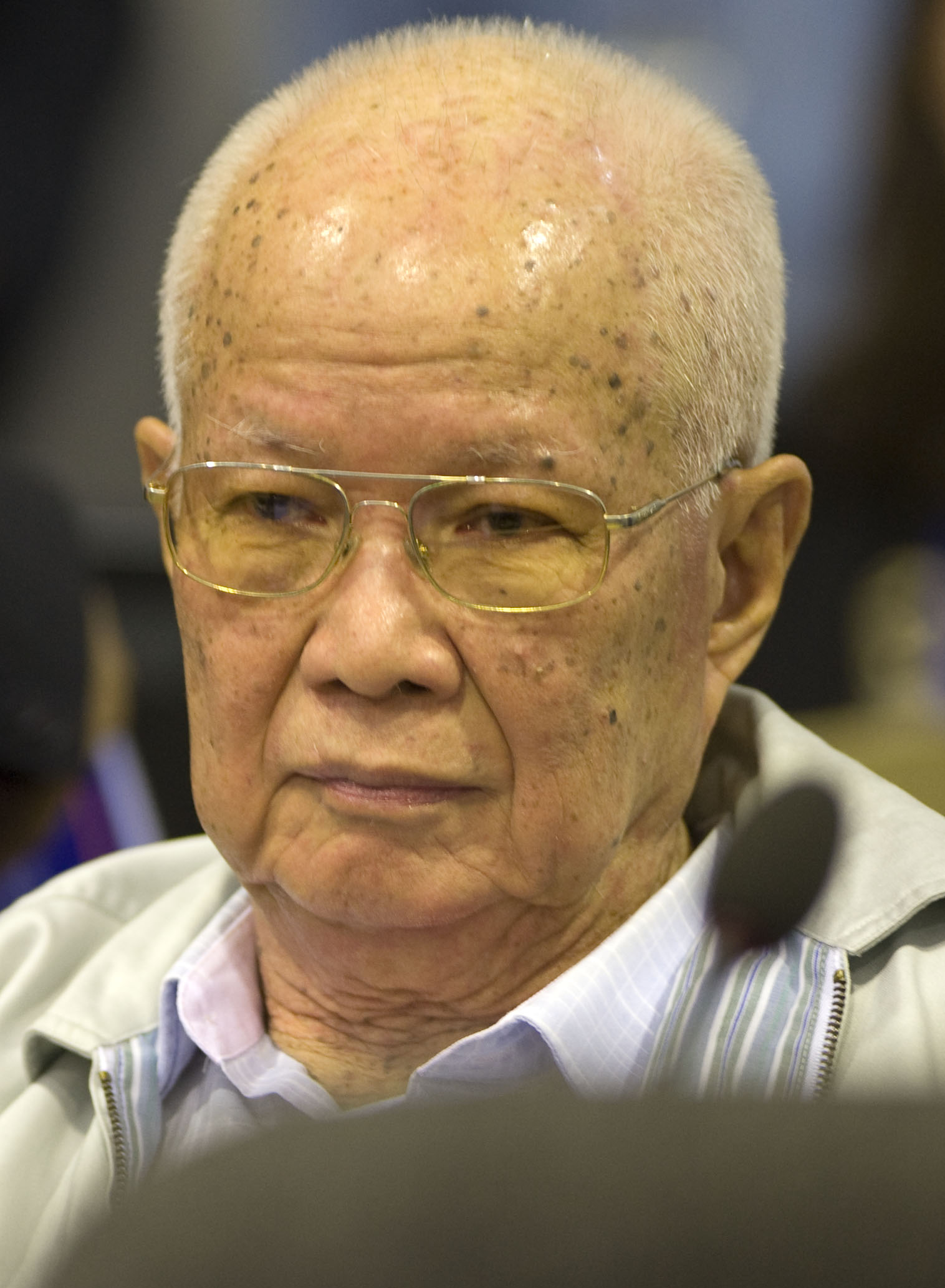
Khieu Samphan (2014)

Khieu Samphan (Khmer ខៀវ សំផន) (* 27. Juli 1931 in der Provinz Svay Rieng, Kambodscha) ist ein ehemaliger führender Funktionär der Roten Khmer und war von 1976 bis 1979 Staatsoberhaupt von Kambodscha. Im November 2018 wurde er wegen Völkermordes an ethnischen Vietnamesen und der muslimischen Minderheit von einem internationalen Tribunal zu lebenslanger Haft verurteilt.

## Leben

### Jugend, Ausbildung, Sangkum-Abgeordneter
Khieu Samphan war ein Sohn von Khieu Long, einem Richter im Dienst der französischen Kolonialverwaltung, und seiner Frau Por Kong. Während seiner Jugend verbrachte sein Vater einige Zeit im Gefängnis wegen Korruption. Er wuchs in der Provinz Kampong Cham auf, wo seine Mutter Obst und Gemüse auf Märkten verkaufte, während sein Vater im Gefängnis saß. Sein Großvater mütterlicherseits war Chinese. Trotz der schwierigen Umstände konnte er die Lycée Sisowath besuchen, ein Gymnasium in Phnom Penh. Einer seiner Mitschüler war Pol Pot.
Seine Ausbildung erhielt er an der Sorbonne in Paris. Dort promovierte er 1959, seine Dissertation trägt den Titel Die Wirtschaft Kambodschas und die Probleme seiner Industrialisierung. Nach der Rückkehr nach Phnom Penh gründete er die französischsprachige Tageszeitung L’Observateur, die nach nur einem Jahr von der Regierung verboten wurde. Auch war er Mitglied der Rechtsfakultät der Königlichen Universität. 1962 wurde er für die Partei von Norodom Sihanouk, der Sangkum, ins Parlament berufen. Von 1962 bis 1963 diente er als Staatssekretär für Wirtschaftsfragen in der Regierung Sihanouk. Nach Studentenunruhen im März 1963 wurde er gezwungen, seinen Kabinettsposten aufzugeben. Man beschuldigte ihn, an der Organisation der Proteste beteiligt gewesen zu sein. Trotzdem wurde er 1966 erneut ins Parlament gewählt. Im März 1967 wurde er von Norodom Sihanouk öffentlich beschuldigt, hinter dem Samlaut-Aufstand zu stecken. Sihanouk drohte Samphan mit Verhaftung.

### Bürgerkrieg
Daraufhin flüchtete Khieu Samphan in den Dschungel zu Ta Mok, der sein Hauptquartier in Ang Tasom in der Provinz Takeo hatte. Die folgenden Jahre verbrachte Samphan in den Provinzen Kampong Speu, Kampong Chhnang und Takeo unter dem Schutz der Kommunistischen Partei. Ob er damals bereits Mitglied der Partei war, ist umstritten. Ieng Sary und Nuon Chea gaben an, Samphan wäre 1969 offiziell der Partei beigetreten. Andere Quellen legen nahe, dass Samphan bereits seit 1960 Mitglied der offiziell verbotenen Partei war. 1971 wurde Samphan als Kandidat in das Zentralkomitee der Partei berufen. In den 1970ern unternahm er im Auftrag der Partei Reisen nach Vietnam, Laos und China.
Nach dem Sturz der Regierung von Norodom Sihanouk im Jahre 1970 durch seinen Premierminister Lon Nol sendete Pol Pot dem Prinzen eine Nachricht nach Peking, um ihm die Unterstützung der Kommunistischen Partei anzubieten. Khieu Samphan, Hu Nim und Hou Youn zogen in das neue Hauptquartier S-71 von Tak Mok in den Aoral-(Elephant)-Bergen in der Provinz Kampong Speu. Die Kommunistische Partei unter Pol Pot schlug Samphan als Oberbefehlshaber der bewaffneten Einheiten der Front uni national du Kampuchéa (kurz FUNK) vor, der Widerstandsbewegung, die Prinz Sihanouk am 23. März 1970 in Peking gegründet hatte. Sihanouk ernannte Samphan zum stellvertretenden Premierminister und Verteidigungsminister der von ihm geschaffenen Exilregierung Gouvernement royal d’union nationale du Kampuchéa (GRUNK).
Samphan behauptete später, diese Positionen wären reine Formalien gewesen, ohne einen wirklichen Einfluss auf die Politik der GRUNK oder die Politik der Kommunistischen Partei. Er hätte nie das Kommando über die offiziell der FUNK unterstellten Streitkräfte der Kommunistischen Partei gehabt. Die Führung hätte in den Händen von Pol Pot gelegen. Hu Nim und Hou Youn erhielten ebenfalls Ministerposten in der GRUNK. Von 1970 bis 1975 hielt sich Samphan primär im Hauptquartier S-71 der Roten Khmer auf. Er galt als offizielles Gesicht der Bewegung. Neben engen Verbindungen zu Pol Pot unterhielt er enge Beziehungen zu Nuon Chea. Er war in der Ausbildung von Kadern tätig und erarbeitete Programme für den von Hanoi aus sendenden Radiosender der Bewegung. Daneben führten ihn offizielle Missionen ins Ausland. Im Jahr 1973 ermöglichte er Prinz Sihanouk einen Besuch in den „befreiten Zonen“ des Landes. Ein Jahr später führte er eine Delegation der Nationalen Front für die Befreiung Südvietnams (NLF) durch die entsprechenden Gebiete.
Bei einer Sitzung im Juni 1974 legte das Zentralkomitee die Strategie nach der Übernahme der Regierungsgewalt fest. Die Städte sollten evakuiert, die Landwirtschaft in Kooperationen umgewandelt und Geld sollte abgeschafft werden. Ob Samphan an diesem Treffen am Mekong teilnahm, ist ungewiss. Er selbst gab an, sich im Juni 1974 im südlichen Laos aufgehalten zu haben und von den Beschlüssen nichts gewusst zu haben. 1972 oder 1973 heiratete Samphan So Socheat, eine Köchin von S-71. Am 24. Februar 1975 nahm Samphan an einem Treffen der FUNK teil. Danach verkündete er über Radio die Todesstrafe für Lon Nol und sechs weitere Regierungsmitglieder. Während der Belagerung von Phnom Penh hielt er sich im militärischen Hauptquartier B-5 in der Nähe der Hauptstadt in Udong auf. Nach dem Fall der Stadt zog er zuerst in das K-1 benannte Hauptquartier von Pol Pot, später in die Residenz des Zentralkomitees K-3. In diesem Jahr besuchte er China und Nordkorea.

### Herrschaft der Roten Khmer

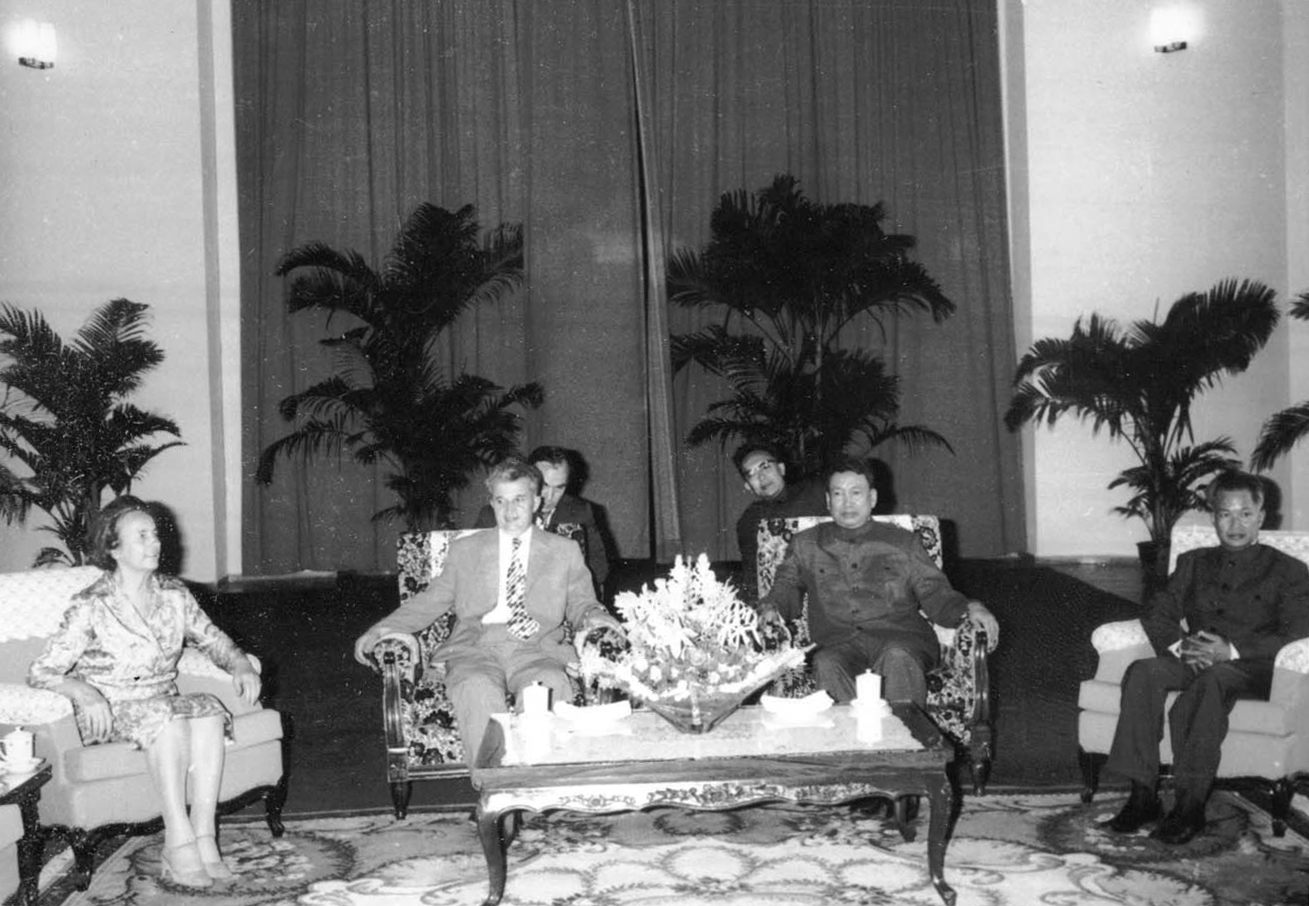
Khieu Samphan (ganz rechts) und Pol Pot mit dem Ehepaar Nicolae und Elena Ceaușescu (1978)

Samphan war in der neuen Regierung für bestimmte Wirtschaftsfragen zuständig. Er war Leiter des Handels-Komitees von S-71. Wirtschaftsminister war er aber nie. Offiziell behielt er auch seine Positionen als stellvertretenden Premierminister und Verteidigungsminister der GRUNK und war weiterhin offiziell Befehlshaber der FUNK. Im September 1975 kehrte Prinz Sihanouk aus seinem Exil in Peking nach Phnom Penh zurück. Nominal war Prinz Sihanouk der Premierminister der neuen Regierung in Phnom Penh. Aber die wirkliche Macht lag in den Händen von Pol Pot. Es wurde spekuliert, dass Samphan im Oktober 1975 Leiter des gefürchteten Büros 870 der Parteiorganisation Angka wurde. Auch war er wesentlich an der Schulung von kambodschanischen Intellektuellen, welche nach der Machtübernahme aus Hanoi zurückkehrten, beteiligt. Viele dieser Rückkehrer wurden später ermordet. Sampan begleitete Prinz Sihanouk bei Besuchen durch die ländlichen Regionen des Landes. Im April 1976 stellte er eine neue Verfassung von Kambodscha der internationalen Presse vor. Die Mitglieder von GRUNK mussten von ihren Ministerposten zurücktreten.
Während der Schreckensherrschaft der Roten Khmer war Khieu Samphan nach dem erzwungenen Rücktritt von Prinz Norodom Sihanouk von 1976 bis 1979 Vorsitzender des Staatspräsidiums und damit Staatsoberhaupt des neu gegründeten „Demokratischen Kampuchea“. Er galt so der internationalen Öffentlichkeit als Gesicht des Regimes, eine Rolle, die er nach 1979 für die Roten Khmer weiter ausübte. Offiziell wurde er vom neugeschaffenen Parlament, der Versammlung der Vertreter des Volkes von Kampuchea (KPRA), zum Präsidenten gewählt. In Wirklichkeit wurde er vom Zentralkomitee der Partei für dieses Amt ernannt. Seine Position war primär zeremoniell und symbolisch. In dieser Position war er für die Akkreditierung von ausländischen Diplomaten zuständig und betreute ausländische Delegationen. Auch führte er Delegationen ins Ausland an und unterzeichnete und empfing diplomatische Nachrichten. Auch hielt er Ansprachen, in denen er die Revolution der Bevölkerung anpries. Er verteidigte die Politik der Kommunistischen Partei, Abschaffung von Geld, Kollektivierung der Landwirtschaft, Kinderarbeit und Frondienste. Vor Gericht gab er später an, Pol Pot hätte ihn zu solchen Aussagen genötigt. In vielen Punkten hätte er zwar innerlich den Aussagen von Pol Pot zugestimmt, in anderen aber widersprochen. Die Abschaffung des Geldes hielt er für einen Fehler.
Später gab Khieu Samphan vor Gericht an, über die wahre Situation in Kampuchea schlecht informiert gewesen zu sein. Auch sei er nie Mitglied des Politbüros gewesen, sondern nur Mitglied des Zentralkomitees. Dokumente des Politbüros beweisen aber, dass Khieu Samphan sehr wohl an vielen Treffen des Politbüros teilnahm, in denen die Lage des Demokratischen Kampuchea diskutiert wurde, obwohl er nicht offiziell Mitglied des Gremiums war. Das Gericht analysierte 23 Sitzungsprotokolle. In 19 dieser Protokolle wurden die Anwesenden aufgelistet. In 16 Protokollen wurde Khieu Samphan als Teilnehmer aufgelistet. Es wurden Sitzungsprotokolle zwischen Oktober 1975 und 1976 ausgewertet. Unklar ist, ob es noch weitere Treffen des Gremiums gab, von denen keine Protokolle geführt wurden, oder aber die Protokolle verlorengingen. Auch später nahm Khieu Samphan regelmäßig an den Treffen des Gremiums teil. Themen waren Lebensbedingungen auf dem Land, Todeszahlen und Hungersnöte, aber auch Militärfragen, Außenpolitik und der bewaffnete Konflikt mit Vietnam.
Dass er im Oktober 1975 Leiter des Büros 870 (M-870) wurde, bestritt Khieu Samphan vor Gericht. Der Leiter von Büro 870 wäre Sua Vasi (Deckname Doeun) gewesen. Er hätte sich nur im Büro S-71 um Wirtschaftsfragen gekümmert, wie die Festlegung von Preisen und die Verteilung von Gütern an die Kooperationen. Auch wäre er in der Khmer Company for Foreign Trade (FORTA) aktiv gewesen und hätte mit ausländischen Lieferanten verhandelt. Er gab zu, dass er zwischen 1977 und 1978, nach der Verhaftung von Doeun im Februar 1977, im Büro 870 gearbeitet hat und in dieser Zeit Zugriff auf Telegramme von M-870 hatte, allerdings nur auf diejenigen, die für seine Arbeit notwendig waren. Er sei aber nie Leiter des Büros gewesen, wenngleich er dem Gericht nicht angeben konnte, wer dies nach Februar 1977 stattdessen geleitet habe. Er spekulierte, dass Chimm Sam Aok alias Pang Nachfolger von Doeun gewesen sei.
Der britische Journalist Philip Short und der amerikanische, auf Kambodscha spezialisierte Historiker David P. Chandler zeigten sich vor Gericht überzeugt, dass Samphan eine höhere Position im Büro 870 innehatte. Keiner der beiden konnte aber Dokumente vorlegen, die dies zur Überzeugung des Gerichts bewiesen. Das Gericht stellte fest, dass Khieu Samphan nur in bestimmten Bereichen wie Wirtschaft und Außenhandel entscheidungsbefugt war, andererseits aber auch als Leiter des Handelskomitees von S-71 sehr wohl Zugriff auf die wichtigsten Informationen hatte.

### Nach dem Sturz der Roten Khmer
Nach dem Einmarsch vietnamesischer Truppen 1979 und dem Sturz des Terrorregimes floh er in die Volksrepublik China, wo er weiter als von den Vereinten Nationen offiziell anerkannter Vertreter Kampucheas fungierte. Unter der 1982 von den Roten Khmer und Prinz Sihanouk im Exil gebildeten „Koalitionsregierung des Demokratischen Kampuchea“ war Khieu Samphan Vizepräsident mit dem Aufgabengebiet eines Außenministers. 1985 wurde er offiziell in der Nachfolge von Pol Pot als Anführer der Roten Khmer genannt. 1991 war Khieu Samphan Sprecher der Roten Khmer bei den Friedensverhandlungen in Paris. Die unter UN-Aufsicht 1992 in Kambodscha durchgeführten Wahlen wurden unter seiner Führung von den Roten Khmer boykottiert.
Vor dem Hintergrund ideologischer Auseinandersetzungen innerhalb der Roten Khmer und der Perspektivlosigkeit ihrer Politik ergab sich Khieu Samphan 1998 der Regierung Hun Sen in Phnom Penh und wurde von dieser amnestiert. 2003 erklärte Khieu Samphan öffentlich in einem sechsseitigen Brief, er erkenne die Tatsache des Genozids in Kambodscha während der Herrschaft der Roten Khmer im Nachhinein zwar an, habe davon jedoch weder gewusst noch sei er dafür verantwortlich gewesen.

### Rote-Khmer-Tribunal

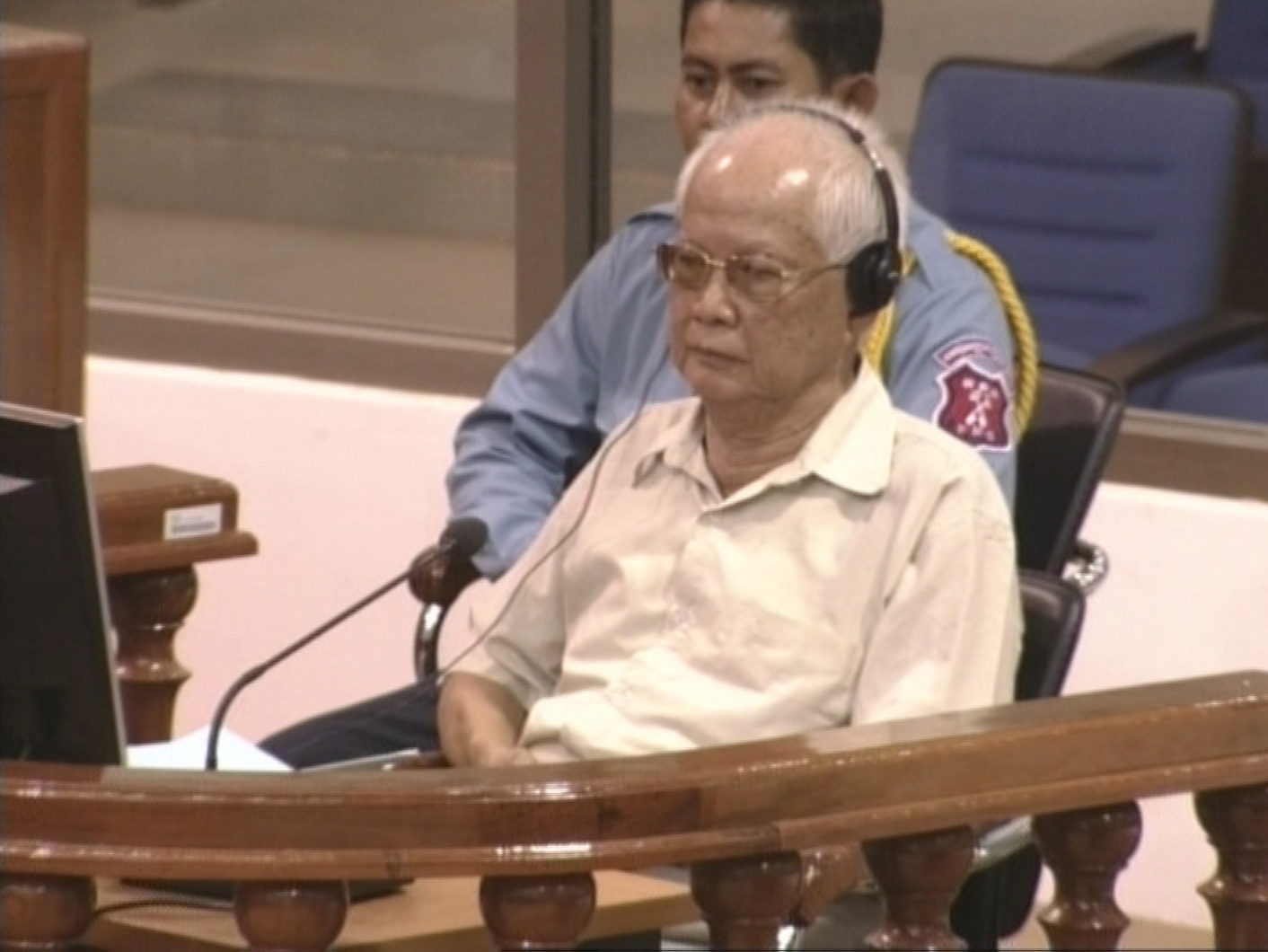
Khieu Samphan beim Rote-Khmer-Tribunal (2009)

Am 18. November 2007 wurde Khieu Samphan als letzter noch lebender ranghoher Vertreter des Khmer-Regimes verhaftet. Der zum damaligen Zeitpunkt 76-Jährige wurde unter Waffengewalt aus einem Spital in Phnom Penh abgeführt und dem 2006 eingerichteten Rote-Khmer-Tribunal überstellt. Das von den Vereinten Nationen gestützte Tribunal soll die zwischen 1975 und 1979 verübten Verbrechen der Roten Khmer untersuchen und aburteilen. Am 16. September 2010 wurde Anklage gegen Khieu Samphan erhoben. Der Prozess begann am 27. Juni 2011.
Verteidigt wurde er unter anderen vom französischen Rechtsanwalt Jacques Vergès. Am 6. August 2014 wurde er wegen Verbrechen gegen die Menschlichkeit zu lebenslanger Haft verurteilt. Gegen das Urteil legte er im September 2014 Berufung ein. Er begründete dies mit einem unfairen Prozess, in dem man sich auf Gerüchte und nicht auf Zeugenaussagen gestützt habe und dabei sei sein Einfluss vollkommen überschätzt worden. Die Strafe wurde im November 2016 vom Obersten Gerichtshof als angemessen aufrechterhalten. Am 16. November 2018 wurden er und Nuon Chea wegen Völkermordes an ethnischen Vietnamesen und der muslimischen Minderheit von einem internationalen Tribunal für schuldig gesprochen und zu lebenslanger Haft verurteilt. Am 16. August 2021 wurde das von Samphan angestrebte Berufungsverfahren eröffnet.

## Publikationen
- Die Wirtschaft Kambodschas und die Probleme seiner Industrialisierung. Dissertation, Paris 1959, Übersetzung Gerd Koenen, KBW-Verlag Kühl KG, Kommunistische Volkszeitung/Kommunismus und Klassenkampf/Dokumentation, Frankfurt am Main 1979 (online).
- Cambodia’s Economy and Industrial Development. Übersetzung aus dem Französischen von Laura Summers, Department of Asian Studies, Cornell University, 1979.
- L’histoire récente du Cambodge et mes prises de position. Taschenbuch, 174 Seiten, Editions L’Harmattan, 1. Februar 2004, ISBN 978-2747559478.
- Reflection on Cambodian History Up to the Era of Democratic Kampuchea, 2007.[20]